# Faxinalzinho
Faxinalzinho is een gemeente in de Braziliaanse deelstaat Rio Grande do Sul. De gemeente telt 2.607 inwoners (schatting 2009).